# Paralaophonte lunata
Paralaophonte lunata är en kräftdjursart som först beskrevs av Willey 1931.  Paralaophonte lunata ingår i släktet Paralaophonte och familjen Laophontidae. Inga underarter finns listade i Catalogue of Life.